# Janczarka

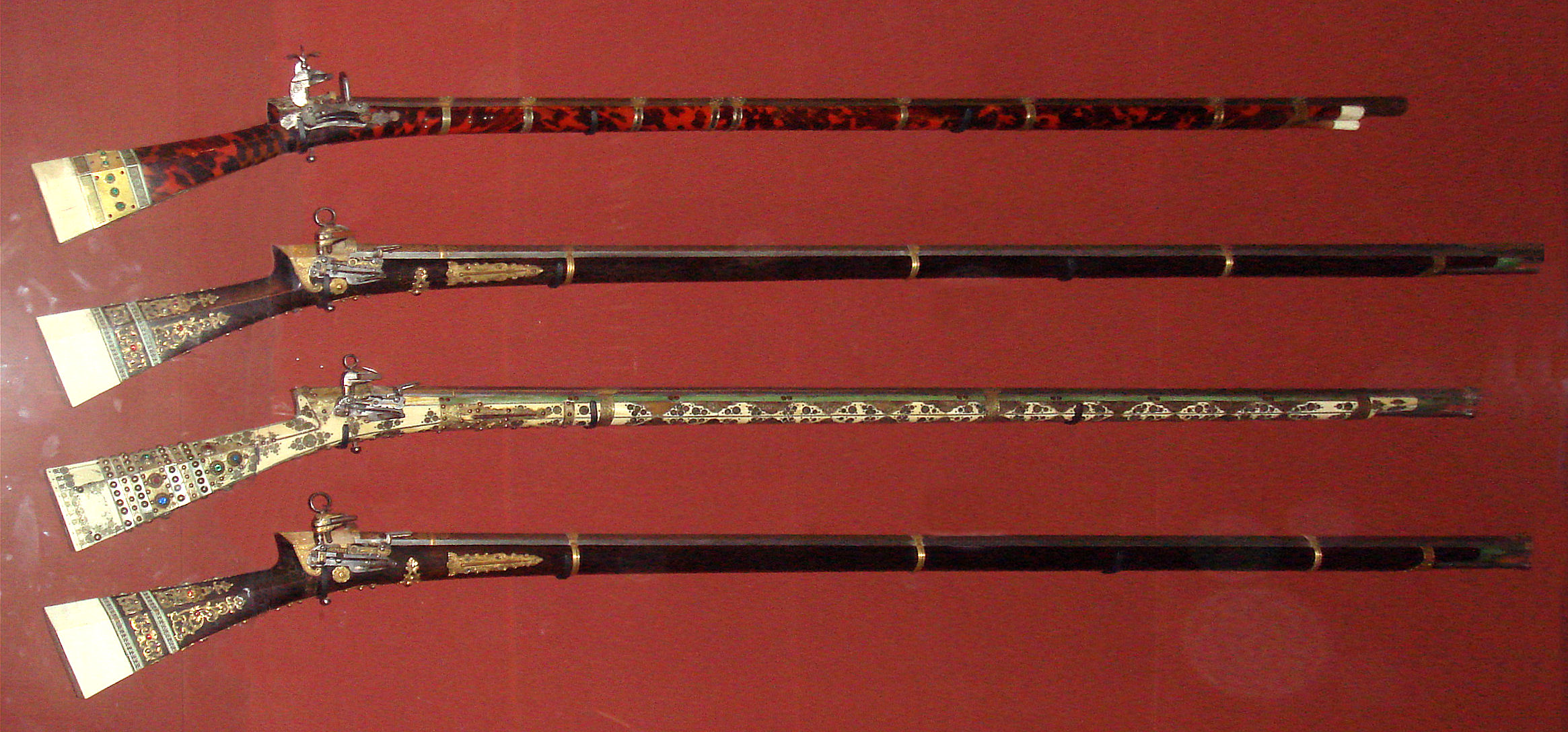
Janczarki z drugiej połowy XVIII wieku

Janczarka – lekka strzelba turecka z długą lufą, od drugiej połowy XVII wieku będąca na wyposażeniu oddziałów janczarów (stąd nazwa), gdzie zastąpiła poprzednio używane łuki. W  Polsce używana w XVII-XVIII wieku, zwłaszcza przez formacje kozackie.

## Cechy broni
Przeciętna janczarka charakteryzowała się ciężką lufą ze stali damasceńskiej oraz dużym kalibrem. Początkowo posiadała zamek lontowy, a od XVII wieku skałkowy. Często bardzo ozdobna, z kolbą o wielobocznym przekroju, na ogół ornamentowaną motywami geometrycznymi, m.in. z kości, masy perłowej, szylkretu. Nierzadko obciągano ją nawet materiałem (na przykład aksamitem) i ozdabiano frędzlami. Wiele lokalnych odmian tej broni wytworzono na Bałkanach. 

## W literaturze
Jan Chryzostom Pasek – Pamiętniki:

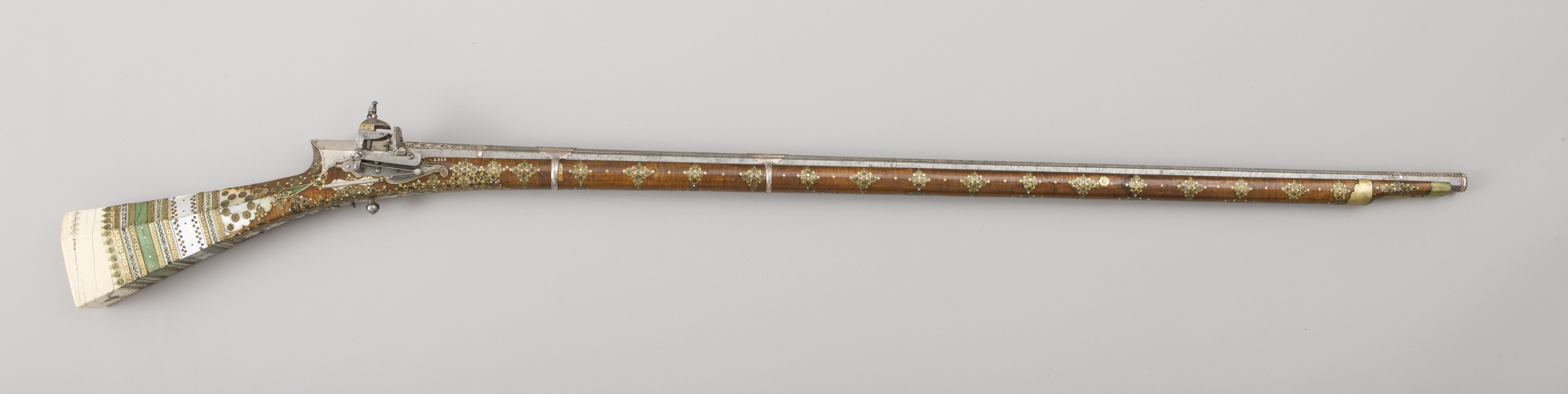
XVIII-wieczna janczarka z kolekcji Muzeum Narodowego w Krakowie

Zdobycz nasi wzięli wielką pod Chocimiem w srebrach, rzędach i namiotach bogatych, w sepetach zaś owe specjały wyborne, co mógłby co drugi sepet na sto tysięcy rachować, one szable bogate, one janczarki. Nasiało się tedy po wszystkiej Polsce rzeczy tureckich, onych haftowanych rzeczy ślicznych, koni pięknych, łubiów bogatych i inszych specjałów.

Stefan Żeromski – Duma o Hetmanie: 

A Bohdan Chmielniczenko pogląda z dala, zadumany, w panów polskich zbroje, w ciurów obóz zgiełkliwy... Połyskują jego mołojców arkabuzy, guldynki i toruńskie muszkiety, janczarki w polach nadmorskich zdobyte, bandolety i nośne samopały.

George Gordon Byron – Giaur. Ułamki powieści tureckiej: 

Ponury Hassan dał rozkaz podróży. Oddział wasalów, co mu w dworcu służy, jak orszak i straż pojedzie za panem. Każdy z janczarką, z łukiem, z ataganem. Hassan sam zbrojny jedzie na ich czele, zwiesił na pasie krzywą karabelę.